# Cristina dalla Persia
Cristina (in siriaco: ܟܪܣܛܝܢܐ, Kresṭīnā), nata Yazdoi (fl. VI secolo), è stata una nobildonna persiana sasanide, venerata come santa e martire dalle Chiese cristiane.

## Agiografia
Cristina era originaria di Karka d'Beth Slokh (attuale Kirkuk, Iraq) nella regione di Beth Garmai. Suo padre, Yazdin, figlio di Mihrzbiroi, era il governatore di Nisibi. Si convertì dallo zoroastrismo alla fede cristiana della Chiesa d'Oriente. Fu uccisa per aver rifiutato di consumare il suo matrimonio con un nobile e per questo motivo è venerata come una vergine martire. Secondo un martirologio greco, fu picchiata a morte con delle verghe. La data esatta della sua morte è sconosciuta, ma probabilmente avvenne durante il regno di Cosroe I (531–579).
Non molto tempo dopo la sua morte, Babai il Grande (morto nel 628) scrisse la sua biografia in siriaco; oggi ne sopravvive solo la prefazione. Poiché Babai elenca tutte le opere agiografiche che aveva scritto fino a quel momento nella sua biografia di Giorgio di Izla (martirizzato nel 615), deve aver scritto la biografia di Cristina dopo quella data. Secondo Babai, era chiamata Yazdoi «quando era pagana», ma «nella sua nuova nascita d'adozione come segno di nuova vita, scelse di essere chiamata Cristina, un nome che non passerà».

## Culto
Cristina viene commemorata il 13 marzo nella Chiesa cattolica e nella Chiesa siro-ortodossa. Il Martirologio Romano la ricorda in questi termini: 
 Nella Chiesa ortodossa georgiana, la sua festa era il 15 marzo all'inizio del VII secolo. Alcune versioni del calendario della chiesa del monaco Giovanni Zosimo del X secolo, tuttavia, la riportano al 14 marzo. Anche il Synaxarion di Costantinopoli della Chiesa ortodossa riporta il 14 marzo.